# Ero kompirensis
Ero kompirensis là một loài nhện trong họ Mimetidae.
Loài này thuộc chi Ero. Ero kompirensis được Embrik Strand miêu tả năm 1918.